# IWA世界ミッドヘビー級王座
IWA世界ミッドヘビー王座（アイ・ダブリュー・エーせかいミッドヘビーおうざ）は、国際プロレスが管理、認定していた王座。
中量級の王座だが「ジュニアヘビー級」ではなく「ミッドヘビー級」となっているのは国際プロレスの欧州路線によるものである。

## 概要
1969年2月11日に創設され、千葉県市原市で行われた王座決定戦で、田中忠治がマイク・マリノを降し初代王座獲得。田中は防衛を重ねた後、1971年3月に、海外遠征のため王座を返上。
1975年1月9日、岡山県西大寺市で突如として復活王座争奪戦が、寺西勇と稲妻二郎との間で行われ、寺西が王座を獲得したが1ヶ月後に返上。
1976年3月13日、茨城県境町にて再び両者による王座決定戦が行われ、寺西が再度獲得。以後、リッキー・マーテルらを相手に防衛戦が行われたが、1977年12月20日に茨城県岩瀬町にて行われたデビル紫との防衛戦を最後に、タイトルマッチが行われることはなく、国際におけるジュニアヘビー級王座はWWU世界ジュニアヘビー級王座が担うことになった。
1981年の国際プロレス崩壊とともに封印。
後年、鶴見五郎が吉原の遺族の了承を得て、国際プロレスプロモーションにて1996年7月20日の興行にて「IWA世界ミッドヘビー級王座」の名称で王座を復活させ、ウルトラマン・ロビンが王者となったが、国際プロレスプロモーションが2007年5月を最後に活動を停止し、王座は封印状態となっている。

## 歴代王者
| 歴代  | 選手     | 防衛回数 | 獲得日付      | 獲得場所（対戦相手・その他） |
| ----- | -------- | -------- | ------------- | --- |
| 初代  | 田中忠治 | 2        | 1969年2月11日 | 千葉県市原市臨海体育館 / マイク・マリノ ※1971年3月、海外遠征に伴い王座返上                                                         |
| 第2代 | 寺西勇   | 2        | 1975年1月19日 | 岡山県西大寺市民会館 / 稲妻二郎 ※王座決定戦で稲妻を破り獲得 ※1975年1月28日の愛媛県新居浜市公民館における稲妻との防衛戦後に王座返上 |
| 第3代 | 寺西勇   | 3        | 1976年3月13日 | 茨城県境町民体育館 / 稲妻二郎 ※王座決定戦で稲妻を破り獲得 ※1981年9月30日、国際プロレス崩壊のため封印                               |